# هری ال. فرانکلین
هری ال. فرانکلین (انگلیسی: Harry L. Franklin؛ ۵ سپتامبر ۱۸۸۰ – ۳ ژوئیه ۱۹۲۷) کارگردان فیلم اهل ایالات متحده آمریکا بود.

از فیلم‌هایی که وی در آن‌ها نقش داشته‌است، می‌توان به به‌دنبال دل خود اشاره نمود.